# Folketingsmedlemmer valgt i 1971
Ved folketingsvalget den 21. september 1971 blev indvalgt medlemmer fra følgende partier:
| Partibogstav | Partinavn                   | Partileder              | Mandater | +/- | Kredsmandater | Tillægsmandater |
| ------------ | --------------------------- | ----------------------- | -------- | --- | ------------- | --------------- |
| A            | Socialdemokratiet           | Jens Otto Krag          | 70       | +8  | 58            | 12              |
| B            | Det Radikale Venstre        | Hilmar Baunsgaard       | 27       | 0   | 20            | 7               |
| C            | Det Konservative Folkeparti | Poul Møller             | 31       | -6  | 24            | 7               |
| F            | Socialistisk Folkeparti     | Sigurd Ømann            | 17       | +6  | 9             | 8               |
| V            | Venstre                     | Poul Hartling           | 30       | -4  | 24            | 6               |
| Færøerne     |                             |                         |          |     |               |                 |
|              | Fólkaflokkurin              | Hákun Djurhuus          | 1        |     |               |                 |
|              | Javnadarflokkurin           | Jákup Frederik Øregaard | 1        |     |               |                 |

På Grønland valgtes indtil 1979 udelukkende kandidater uden for partierne.

## De valgte medlemmer
| Navn                                     | Parti                       |
| ---------------------------------------- | --------------------------- |
| Kristian Albertsen                       | Socialdemokratiet           |
| Anders Andersen                          | Venstre                     |
| Anders Chr. Andersen                     | Venstre                     |
| Erik Andersen (Frederiksborg Amtskreds)  | Socialdemokratiet           |
| Erik Andersen (Sønderjyllands Amtskreds) | Socialdemokratiet           |
| Harald Westergaard Andersen              | Det Radikale Venstre        |
| Henning Andersen                         | Det Konservative Folkeparti |
| Kaj V. Andersen                          | Venstre                     |
| Niels Alsing Andersen                    | Socialdemokratiet           |
| Normann Andersen                         | Socialdemokratiet           |
| Poul Nyboe Andersen                      | Venstre                     |
| Dagmar Andreasen                         | Det Radikale Venstre        |
| Svend Auken                              | Socialdemokratiet           |
| B. Baunsgaard                            | Det Radikale Venstre        |
| Gunner Baunsgaard                        | Det Radikale Venstre        |
| Hilmar Baunsgaard                        | Det Radikale Venstre        |
| Per Bendix                               | Det Konservative Folkeparti |
| Jens Bilgrav-Nielsen                     | Det Radikale Venstre        |
| Jytte Ritt Bjerregaard                   | Socialdemokratiet           |
| Kurt Brauer                              | Socialistisk Folkeparti     |
| Knud Bro                                 | Det Konservative Folkeparti |
| Lene Bro                                 | Socialdemokratiet           |
| Hanne Budtz                              | Det Konservative Folkeparti |
| Johannes Burgdorf                        | Det Konservative Folkeparti |
| Mogens Camre                             | Socialdemokratiet           |
| Finn Christensen                         | Socialdemokratiet           |
| Henry Christensen                        | Venstre                     |
| Jens Chr. Christensen                    | Venstre                     |
| Robert Christensen                       | Venstre                     |
| Arne Christiansen                        | Venstre                     |
| Henning Christophersen                   | Venstre                     |
| Lauge Dahlgaard                          | Det Radikale Venstre        |
| Poul Dalsager                            | Socialdemokratiet           |
| Poul Dam                                 | Socialistisk Folkeparti     |
| Knud Damgaard                            | Socialdemokratiet           |
| Mads Eg Damgaard                         | Det Konservative Folkeparti |
| Kresten Damsgaard                        | Venstre                     |
| Helle Degn                               | Socialdemokratiet           |
| Per Dich                                 | Socialistisk Folkeparti     |
| Erling Dinesen                           | Socialdemokratiet           |
| Meta Ditzel                              | Det Radikale Venstre        |
| Hákun Djurhuus                           | Fólkaflokkurin              |
| Knud Enggaard                            | Venstre                     |
| Hans E. Erenbjerg                        | Socialdemokratiet           |
| Reidar Faurbye                           | Socialdemokratiet           |
| Per Federspiel                           | Venstre                     |
| Jens Foged                               | Venstre                     |
| Aage Frandsen                            | Socialistisk Folkeparti     |
| Simon J. From                            | Venstre                     |
| Peter Gorrsen                            | Socialdemokratiet           |
| Eva Gredal                               | Socialdemokratiet           |
| Henry Grünbaum                           | Socialdemokratiet           |
| Per Gudme                                | Det Radikale Venstre        |
| Ove Guldberg                             | Venstre                     |
| Børge Juel Hansen                        | Socialdemokratiet           |
| Erik Hansen                              | Det Radikale Venstre        |
| Holger Hansen                            | Venstre                     |
| Jørgen Peder Hansen                      | Socialdemokratiet           |
| Karen Thurøe Hansen                      | Det Konservative Folkeparti |
| Poul Falk Hansen                         | Socialdemokratiet           |
| R. Lysholt Hansen                        | Socialdemokratiet           |
| Merete Bjørn Hanssen                     | Venstre                     |
| Poul Hartling                            | Venstre                     |
| Aage Hastrup                             | Det Konservative Folkeparti |
| Svend Haugaard                           | Det Radikale Venstre        |
| Thomas Have                              | Socialdemokratiet           |
| Knud Heinesen                            | Socialdemokratiet           |
| Kristine Heltberg                        | Socialistisk Folkeparti     |
| Knud Hertling                            | Uden for partierne          |
| Karl Hjortnæs                            | Socialdemokratiet           |
| Gustav Holmberg                          | Venstre                     |
| Erik Holst                               | Socialdemokratiet           |
| Svend Horn                               | Socialdemokratiet           |
| Grete Hækkerup                           | Socialdemokratiet           |
| Per Hækkerup                             | Socialdemokratiet           |
| Erhard Jacobsen                          | Socialdemokratiet           |
| Frode Jakobsen                           | Socialdemokratiet           |
| Svend Jakobsen                           | Socialdemokratiet           |
| Egon Jensen                              | Socialdemokratiet           |
| Flemming Jensen                          | Det Konservative Folkeparti |
| Gunnar Jensen                            | Det Radikale Venstre        |
| Harris Jensen                            | Socialdemokratiet           |
| Henning Jensen                           | Socialdemokratiet           |
| Jens Peter Jensen                        | Venstre                     |
| Ole Vig Jensen                           | Det Radikale Venstre        |
| Sv. Karlskov Jensen                      | Venstre                     |
| Søren Jensen                             | Venstre                     |
| A. Stæhr Johansen                        | Det Konservative Folkeparti |
| Ejvind Juul-Madsen                       | Det Konservative Folkeparti |
| Anker Jørgensen                          | Socialdemokratiet           |
| Søren B. Jørgensen                       | Socialdemokratiet           |
| Jens Kampmann                            | Socialdemokratiet           |
| Hans Kjær                                | Det Konservative Folkeparti |
| J. Risgaard Knudsen                      | Socialdemokratiet           |
| Niels Anker Kofoed                       | Venstre                     |
| Jens Otto Krag                           | Socialdemokratiet           |
| Bo Kristensen                            | Det Konservative Folkeparti |
| Evald Kristensen                         | Socialdemokratiet           |
| Edele Kruchow                            | Det Radikale Venstre        |
| Morten Lange                             | Socialistisk Folkeparti     |
| Aksel Larsen                             | Socialistisk Folkeparti     |
| Arne Larsen                              | Socialistisk Folkeparti     |
| Tove Lindbo Larsen                       | Socialdemokratiet           |
| Lennart Larson                           | Venstre                     |
| Hans Jørgen Lembourn                     | Det Konservative Folkeparti |
| Nathalie Lind                            | Venstre                     |
| Oluf Lowzow                              | Det Konservative Folkeparti |
| Hans Lund                                | Socialdemokratiet           |
| Rolf Lütken                              | Socialistisk Folkeparti     |
| Mette Madsen                             | Venstre                     |
| Jens Maigaard                            | Socialistisk Folkeparti     |
| Niels Matthiasen                         | Socialdemokratiet           |
| Karl Johan Mortensen                     | Socialdemokratiet           |
| Clara Munck                              | Det Konservative Folkeparti |
| Adam Møller                              | Det Konservative Folkeparti |
| Gerda Møller                             | Det Konservative Folkeparti |
| Inge Fischer Møller                      | Socialdemokratiet           |
| Lis Møller                               | Det Konservative Folkeparti |
| Orla Møller                              | Socialdemokratiet           |
| Otto Mørch                               | Socialdemokratiet           |
| Gerda Nielsen                            | Det Radikale Venstre        |
| Helge Nielsen                            | Socialdemokratiet           |
| Johan Chr. Nielsen                       | Javnadarflokkurin           |
| Jørgen Brøndlund Nielsen                 | Venstre                     |
| K. Axel Nielsen                          | Socialdemokratiet           |
| Knud Nielsen                             | Socialdemokratiet           |
| Lone Nielsen                             | Socialdemokratiet           |
| Marichen Nielsen                         | Socialdemokratiet           |
| Niels Jørgen Nielsen                     | Venstre                     |
| Peter Nielsen                            | Socialdemokratiet           |
| Poul Overgaard Nielsen                   | Det Radikale Venstre        |
| Preben Steen Nielsen                     | Socialdemokratiet           |
| Poul Nielson                             | Socialdemokratiet           |
| Erik Ninn-Hansen                         | Det Konservative Folkeparti |
| Erik Nordqvist                           | Det Radikale Venstre        |
| A.C. Normann                             | Det Radikale Venstre        |
| Ivar Nørgaard                            | Socialdemokratiet           |
| Kjeld Olesen                             | Socialdemokratiet           |
| Erling Olsen                             | Socialdemokratiet           |
| Moses Olsen                              | Uden for partierne          |
| Ruth Olsen                               | Socialistisk Folkeparti     |
| Axel Ivan Pedersen                       | Socialdemokratiet           |
| Carl Bertel Pedersen                     | Socialdemokratiet           |
| Robert Pedersen                          | Socialdemokratiet           |
| Ellen Strange Petersen                   | Det Konservative Folkeparti |
| Gert Petersen                            | Socialistisk Folkeparti     |
| Hans Buchart Petersen                    | Socialdemokratiet           |
| Inger Lise Petersen                      | Socialistisk Folkeparti     |
| Kristen Helveg Petersen                  | Det Radikale Venstre        |
| Niels Helveg Petersen                    | Det Radikale Venstre        |
| Grethe Philip                            | Det Radikale Venstre        |
| Henning Philipsen                        | Socialistisk Folkeparti     |
| Johan Philipsen                          | Venstre                     |
| Niels Ravn                               | Det Konservative Folkeparti |
| Else-Merete Ross                         | Det Radikale Venstre        |
| Ole Samuelsen                            | Det Radikale Venstre        |
| Poul Schlüter                            | Det Konservative Folkeparti |
| Palle Simonsen                           | Det Konservative Folkeparti |
| Sven Skovmand                            | Det Radikale Venstre        |
| Karl Skytte                              | Det Radikale Venstre        |
| Ib Stetter                               | Det Konservative Folkeparti |
| Arne Stinus                              | Det Radikale Venstre        |
| Poul Søgaard                             | Socialdemokratiet           |
| Bent Sørensen                            | Socialdemokratiet           |
| Bernhardt Tastesen                       | Socialdemokratiet           |
| Knud Thestrup                            | Det Konservative Folkeparti |
| Chr. Thomsen                             | Socialdemokratiet           |
| Knud Thomsen                             | Det Konservative Folkeparti |
| H.C. Toft                                | Det Konservative Folkeparti |
| Hans Toft                                | Det Konservative Folkeparti |
| Åge Valbak                               | Det Radikale Venstre        |
| Holger Vivike                            | Socialistisk Folkeparti     |
| Birte Weiss                              | Socialdemokratiet           |
| Grete Westergaard                        | Socialistisk Folkeparti     |
| Erik Worm                                | Socialdemokratiet           |
| Ulla Worm                                | Det Konservative Folkeparti |
| Sigurd Ømann                             | Socialistisk Folkeparti     |
| Knud Østergaard                          | Det Konservative Folkeparti |
| Kr. Østergaard                           | Venstre                     |

## Parti- og personskift i perioden 1971-73

### Personskift
| Stedfortræder           | Parti                       | Afløst medlem       | Dato              | Begrundelse                           |
| ----------------------- | --------------------------- | ------------------- | ----------------- | ------------------------------------- |
| Ove Hansen              | Socialdemokratiet           | Børge Juel Hansen   | 20. oktober 1971  | Juel Hansen nedlagde sit mandat.      |
| Jette Boutrup           | Socialistisk Folkeparti     | Aksel Larsen        | 10. januar 1972   | Larsen afgik ved døden.               |
| Søren Jensen            | Socialdemokratiet           | Reidar Faurbye      | 1. februar 1972   | Faurbye nedlagde sit mandat.          |
| Jeppe Kristensen        | Venstre                     | Merete Bjørn Hansen | 5. september 1972 | Hansen nedlagde sit mandat.           |
| Paul Elmholt            | Det Radikale Venstre        | A.C. Normann        | 24. november 1972 | Normann erklæret uegnet til mandatet. |
| Tove Nielsen            | Venstre                     | Henry Christensen   | 31. december 1972 | Christensen afgik ved døden.          |
| Tue Rohrsted            | Det Konservative Folkeparti | Aage Hastrup        | 16. januar 1973   | Hastrup nedlagde sit mandat.          |
| Karen Dahlerup Andersen | Socialdemokratiet           | Lene Bro            | 5. november 1973  | Bro nedlagde sit mandat.              |